# مخلد (اسم)
مخلد هو اسم علم مذكر من أصل عربي، ومعناه هو الدائم الخالد، قال تعالى: ﴿ويطوف عليهم ولدانٌ مخلدون﴾ [ الإنسان من الآية 19] أي مبقون على هيئة الولدان في البهاء والصفاء.

## شخصيات تحمل الاسم
- مخلد الباقرحي
- مخلد العازمي (سياسي كويتي، 1961 –)
- مخلد العتيبي (منافِس أوليمبي سعودي، 30 أبريل 1980 –)
- مخلد المختار (1948 –)

## وصلات خارجية
- موسوعة السلطان قابوس لأسماء العرب